# Daniel Zielinski
Daniel Zielinski (14 de septiembre de 1982) es un deportista danés que compitió en remo. Ganó una medalla de plata en el Campeonato Europeo de Remo de 2010, en la prueba de ocho con timonel ligero.

## Palmarés internacional
| Campeonato Europeo | Campeonato Europeo          | Campeonato Europeo | Campeonato Europeo      |
| Año                | Lugar                       | Medalla            | Prueba                  |
| ------------------ | --------------------------- | ------------------ | ----------------------- |
| 2010               | Montemor-o-Velho (Portugal) | Medalla de plata   | Ocho con timonel ligero |